# Campionati mondiali di skeleton 1997
I Campionati mondiali di skeleton 1997, decima edizione della manifestazione organizzata dalla Federazione Internazionale di Bob e Skeleton, si tennero l'8 ed il 9 febbraio 1997 a Lake Placid, negli Stati Uniti d'America, sulla pista del monte Van Hoevenberg, la stessa sulla quale si svolsero le competizioni del bob e dello slittino ai Giochi di Lake Placid 1980; fu disputata unicamente la gara del singolo vinta dal canadese Ryan Davenport che confermò la medaglia d'oro ottenuta l'anno precedente, divenendo il primo skeletonista a conquistare per due volte il titolo mondiale.

## Risultati

### Singolo
La gara si disputò l'8 ed il 9 febbraio. Inizialmente prevista quattro manches, ne furono disputate solamente tre, mentre la quarta fu cancellata dalla giuria di gara per evitare il rischio di infortuni agli atleti. Alla competizione parteciparono 28 skeletonisti in rappresentanza di 12 differenti nazioni. Il campione uscente era il canadese Ryan Davenport, che riuscì a bissare il titolo ottenuto nella precedente edizione, superando gli statunitensi Jim Shea e Chris Soule.
| Pos. | Atleti          | Nazione     | Tempo   | Distacco |
| ---- | --------------- | ----------- | ------- | -------- |
|      | Ryan Davenport  | Canada      | 2'53"45 |          |
|      | Jim Shea        | Stati Uniti | 2'53"53 | +0"08    |
|      | Chris Soule     | Stati Uniti | 2'54"30 | +0"85    |
| 4    | Terry Holland   | Stati Uniti | 2'55"60 | +2"15    |
| 5    | Willi Schneider | Germania    | 2'55"91 | +2"46    |
| 6    | Orvie Garrett   | Stati Uniti | 2'56"17 | +2"72    |
| 7    | Andy Böhme      | Germania    | 2'57"21 | +3"76    |
| 8    | Kazuhiro Koshi  | Giappone    | 2'59"48 | +6"03    |
| 9    | Kristan Bromley | Regno Unito | 3'00"51 | +7"06    |
| 10   | Roch Rochester  | Regno Unito | 3'00"92 | +7"47    |

## Medagliere
| Posizione | Nazione     | Oro | Argento | Bronzo | Totale |
| --------- | ----------- | --- | ------- | ------ | ------ |
| 1         | Canada      | 1   | 0       | 0      | 1      |
| 2         | Stati Uniti | 0   | 1       | 1      | 2      |
| Totale    | Totale      | 1   | 1       | 1      | 3      |